# Красне (Пінезький район)
Красне (рос. Красное) — присілок в Пінезькому районі Архангельської області Російської Федерації.
Населення становить 116 осіб. Входить до складу муніципального утворення Покшеньгське муніципальне утворення.

## Історія
Від 1937 року належить до Архангельської області.
Орган місцевого самоврядування від 2004 року — Покшеньгське муніципальне утворення.

## Населення
| 2002 | 2010 | 2012 |
| ---- | ---- | ---- |
| 121  | ↘59  | ↗116 |